# Кленіца
Кленіца (рум. Clănița) — село у повіті Телеорман в Румунії. Входить до складу комуни Фресінет.
Село розташоване на відстані 63 км на південний захід від Бухареста, 25 км на північ від Александрії, 125 км на схід від Крайови.

## Населення
За даними перепису населення 2002 року у селі проживали 642 особи, усі — румуни. Усі жителі села рідною мовою назвали румунську.